# 킷타 이즈미

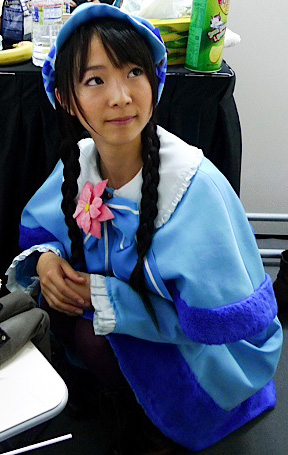

킷타 이즈미(일본어: 橘田いずみ  きった いずみ[*], 1984년 11월 27일 ~ )는 일본의 여자 성우다. 히비키 소속  키는 166 cm 레이싱모델을 거쳐 2007년 성우양성교인 드왕고 크리에이티브스쿨 1기생으로 입교한 뒤 2008년 데뷔했다.